# Obóz Pracy w Łambinowicach

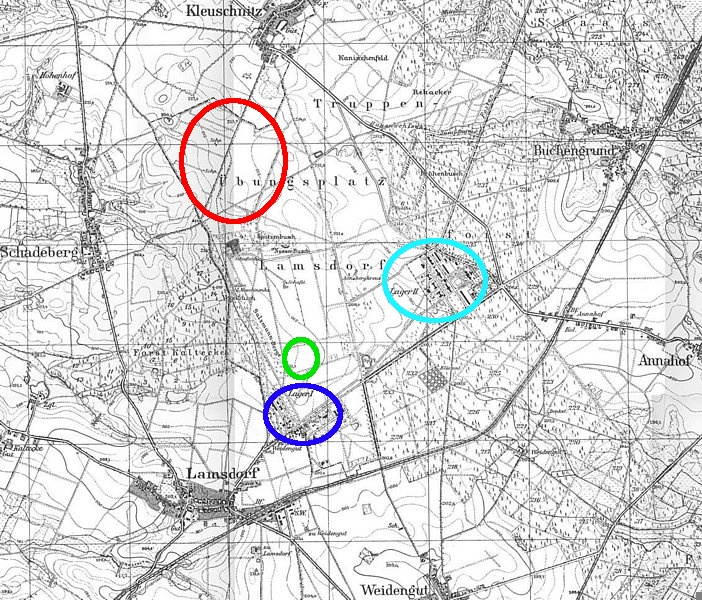
Lokalizacja obozu (zielone kółko) na mapie wojskowej z lat 30. XX wieku

Obóz Pracy w Łambinowicach – utworzony w lipcu 1945 (jeszcze przed konferencją poczdamską która zaczęła się 17 lipca) jako „obóz przesiedleńczy” na terenie dawnego poligonu niemieckiego w okolicach wsi Łambinowice, nieopodal istniejących tu wcześniej obozów jenieckich: z okresu wojny francusko-pruskiej 1870–1871, z okresu I wojny światowej i II wojny światowej (Dulag B Lamsdorf Stalag VIII B Lamsdorf, Stalag VIII F Lamsdorf i Stalag 344 Lamsdorf).

## Historia
Zorganizowany został na podstawie rozporządzenia wojewody śląsko-dąbrowskiego Aleksandra Zawadzkiego przez funkcjonariuszy Urzędu Bezpieczeństwa Publicznego. Przetrzymywano w nim Ślązaków i Niemców (najliczniejszą grupą byli mieszkańcy 30 okolicznych miejscowości, głównie z powiatu niemodlińskiego i nyskiego – jako pierwszych przywieziono mieszkańców Bielic, jako jednych z ostatnich mieszkańców Łambinowic) czekających na przymusowe przesiedlenia w głąb Niemiec. Wśród nich byli niemieccy żołnierze, wracający z niewoli, członkowie SS, SA, NSDAP i organizacji nazistowskich oraz strażnicy z obozów jenieckich Lamsdorf.
Z drugiej strony do obozu trafiały także osoby deklarujące narodowość polską, np. powracający do Polski żołnierze armii Andersa, którzy wstąpili do niej po dezercji z Wehrmachtu, do którego wcielono ich wcześniej. Zdarzało się, że do obozu trafiały omyłkowo osoby zupełnie niekwalifikujące się do żadnej z kategorii, dla których został on utworzony rozporządzeniem wojewody; wśród nich jednym z najbardziej skrajnych przypadków był Alojzy Zdebel, wcześniej więzień obozów koncentracyjnych Auschwitz-Birkenau i Mauthausen-Gusen.
Pierwszym komendantem Obozu Pracy, od połowy lipca do 10 października 1945 roku, był sierżant milicji Czesław Gęborski. Po Gęborskim, od 11 października do grudnia 1945, komendantem był Alojzy Nawój, a po nim (do marca 1946) Stanisław Drzemalski. Ostatnim komendantem był, od kwietnia 1946 aż do jego likwidacji w październiku, Alojzy Szebesta, który później został pracownikiem gminy i wójtem Łambinowic, co dało mu możliwość usunięcia wykazu zmarłych w Obozie Pracy i zacierania innych śladów po jego funkcjonowaniu.
Z powodu bardzo złych warunków panujących w obozie, w wyniku tortur i przemocy, a także pospolitych zabójstw zmarło ponad tysiąc (szacuje się, że do 1,5 tysiąca) osób z ogólnej liczby ok. 5 tysięcy internowanych tutaj przez dłuższy lub krótszy okres Niemców i Ślązaków; pochowano ich w mogiłach bezimiennych – zarówno pojedynczych, jak i masowych.
Największa liczba osadzonych przewinęła się przez obóz w pierwszych kilku miesiącach jego istnienia: do października 1945 roku ujęto w ewidencji około trzech tysięcy przybyłych; ponad dziewięćset z nich wywieziono pociągiem do Niemiec, podobna liczba wyjechała tam „dobrowolnie”, zaś sto osób zwolnionych zostało do domu. W lutym 1946 w obozie znajdowało się 1200 osób, a w czerwcu już tylko około stu. Obóz zlikwidowano w październiku 1946.
Ewidencja obozowa odnotowała jedenaście przypadków ucieczki (według zachowanej dokumentacji uciekło przynajmniej 12 osób) z Obozu Pracy w Łambinowicach: niemal wszystkie (oprócz jednej) dotyczyły pojedynczych osób, tylko jeden raz uciekło dwóch osadzonych naraz. Nie są znane dalsze losy żadnego z uciekinierów.
W historiografii polskiej informacje o zorganizowanym w Łambinowicach przez Polaków obozie pozostawały niemal do końca lat 80. XX wieku tematem tabu, a jedynym źródłem informacji na jego temat kolportowanym w Niemczech była wydana w 1969 (i później w kolejnych wydaniach) przez organizacje ziomkowskie broszura lekarza obozowego Heinza Essera. Broszura ta rozpowszechniała m.in. zawyżone dane na temat liczby osób, które przewinęły się przez ten obóz: miało ich tu być (według Essera) 6,5 tysiąca.
Po likwidacji obozu jego obiekty popadły w ruinę i z czasem praktycznie całkowicie zarósł je las. Cały teren na północ od Łambinowic, wraz z obozem pracy, który za czasów pruskich i niemieckich służył jako poligon wojskowy (niem. Truppen-Übungsplatz Lamsdorf), również i przez wojsko polskie wykorzystywany był w podobny sposób, i to nawet na znacznie większej powierzchni niż w XIX i w pierwszej połowie XX wieku. Dopiero pod koniec XX wieku, w 1991, na terenie obozu ustawiony został drewniany krzyż i tablica informacyjna, a cztery lata później ustawiono tam i poświęcono pomnik w formie krzyża ku czci zmarłych w tym obozie. W pierwszych latach XXI wieku, już po likwidacji poligonu, na miejscu dawnego Obozu Pracy zorganizowano symboliczny cmentarz ofiar, który został poświęcony i otwarty w 2002 roku. Na cmentarzu tym, którego głównym elementem jest duży drewniany krzyż, ułożono obok siebie kilkanaście tablic z ponad tysiącem nazwisk zmarłych w Obozie osób. Na sąsiadującym z krzyżem i tablicami pustym placu ułożone są niewielkie głazy. Przy każdym z nich znajduje się kamienna tabliczka z nazwą jednej z okolicznych miejscowości, zapisaną w języku polskim i niemieckim. Z miejscowości tych (39 tabliczek) pochodziła większość spośród osadzonych w latach 1945–1946 w Łambinowicach osób.